# Sitzender Schreiber
Der sitzende Schreiber ist eine Kalksteinstatue in der ägyptischen Sammlung des Pariser Louvre. Sie wird auf die Zeit des Alten Reichs, 4. oder 5. Dynastie, 2600 bis 2350 v. Chr. datiert. Ein Alternativname ist Hockender Schreiber.

## Beschreibung und Geschichte
Die bemalte Kalksteinstatue sitzt im Schneidersitz auf einem flachen Podest. Sie ist 53,7 cm hoch, 44 cm breit und 35 cm tief. Die Bekleidung, ein über die Knie gespannter Kilt, dient zugleich als Arbeitsfläche: Die linke Hand hält eine halb ausgerollte Papyrusrolle, die rechte Hand liegt auf dieser Rolle auf. Sie hielt vermutlich ursprünglich einen Pinsel. Die Hände mit Fingern und Nägeln sind detailreich gearbeitet, die Brustwarzen bestehen aus zwei Holzstiften. Die Augen bestehen aus Bergkristall. Die Rückseite der Kristalle war mit einer Schicht aus organischem Material bedeckt die der Iris eine blaue Farbe verliehen und als Kleber diente. Das halbkreisförmige Podest war in ein größeres Podest eingepasst, das verloren gegangen ist. Dort standen wahrscheinlich Name, Herkunft und Titel des Dargestellten vermerkt.
Nach den posthum veröffentlichten Unterlagen des Archäologen Auguste Mariette entdeckte er die Statue am 19. November 1850 nahe dem Serapeum in Sakkara. Der genaue Ort ist unbekannt. Der Fundort war bei der Entdeckung überdies bereits geplündert. Da außerdem eine Inschrift an der Statue fehlt, bleibt die Identität des Dargestellten ungeklärt. Als Entstehungszeit wird das alte Königreich, 4. oder 5. Dynastie, 2600 bis 2350 v. Chr., angenommen. Ein Indiz für diese Datierung ist der Umstand, dass der Schreiber bei der Arbeit dargestellt wird. Spätere Darstellungen zeigen Schreiber lesend. Obwohl kein Herrscher in dieser Pose dargestellt wurde, war sie doch offenbar ursprünglich für Mitglieder der königlichen Familie bestimmt. Ein Beispiel ist die Statue des Prinzen Setka, eines der Söhne des Pharaos Radjedef aus der 4. Dynastie. Bei dieser Statue, die ebenfalls im Louvre zu sehen ist, blieb das größere Podest mit Namen und Titeln erhalten.
Die Inventarnummer lautet E 3023. Der Ausstellungsort befindet sich im Sully-Flügel des Louvre, 1. Etage, Raum 635, Vitrine 10 (Das alte Reich [L’Ancien Empire], ca. 2700–2200 v. Chr.).